# 杰氏孔菌属
杰氏孔菌属（学名：Jacksonomyces），也称杰克革菌属，是皱孔菌科下的一个属。

## 下属物种
本属包括以下物种：
- 粉状杰克革菌 Jacksonomyces furfurellus (Bres.) Sheng H.Wu & Z.C.Chen[2]
- 假石灰杰氏孔菌 Jacksonomyces pseudocretaceus Sheng H.Wu & Z.C.Chen